# أليكس تيوس
أليكس تيوس (بالإنجليزية: Alex Tyus) مواليد 8 يناير 1988 في سانت لويس، هو لاعب كرة سلة أمريكي. بدأ مسيرته الاحترافية في سنة 2011. يحمل الرقم 7. يبلغ طوله 6 قدم 8 بوصة (2.0 م).

## المسيرة الاحترافية
لعب مع بالاكانسترو كانتو في الدوري الإيطالي في موسم 2012–2013، ثم لعب مع مكابي تل أبيب لكرة السلة من سنة 2013 إلى 2015، ثم لعب مع نادي أنادولو إفيس لكرة السلة في موسم 2015–2016، ثم لعب مع غلطة سراي لكرة السلة في الدوري التركي في سنة 2016.

## إحصائيات المسيرة
| † | يشير إلى المواسم التي فاز فيها بالبطولة |
|   | تصدر الدوري                             |

### الدوري الأوروبي
| السنة    | الفريق                       | لعب | بدأ | دقيقة | ميداني% | ثلاثية | حرة  | ارتداد | صنع | استلاب | تصدي | نقطة | أداء |
| -------- | ---------------------------- | --- | --- | ----- | ------- | ------ | ---- | ------ | --- | ------ | ---- | ---- | ---- |
| 2012–13  | بالاكانسترو كانتو            | 10  | 0   | 19.8  | .576    | .000   | .481 | 3.7    | .4  | .2     | 1.0  | 8.1  | 9.0  |
| 2013–14† | مكابي تل أبيب لكرة السلة     | 27  | 2   | 18.1  | .718    | .000   | .526 | 5.0    | .3  | .3     | 1.0  | 7.7  | 10.9 |
| 2014–15  | مكابي تل أبيب لكرة السلة     | 25  | 5   | 21.1  | .611    | .000   | .529 | 5.2    | .4  | .4     | 1.4  | 7.2  | 10.5 |
| 2015–16  | نادي أنادولو إفيس لكرة السلة | 24  | 8   | 12.6  | .537    | .000   | .446 | 3.0    | .3  | .3     | .3   | 5.9  | 6.3  |
| المسيرة  |                              | 86  | 15  | 17.6  | .620    | .000   | .494 | 4.4    | .3  | .3     | 1.2  | 7.1  | 9.3  |

## روابط خارجية
- أليكس تيوس على موقع الاتحاد الدولي لكرة السلة (الإنجليزية)
- أليكس تيوس على موقع الدوري الأوروبي لكرة السلة (الإنجليزية)
- أليكس تيوس على موقع كرة السلة الأوروبية.كوم (الإنجليزية)
- أليكس تيوس على موقع DraftExpress.com (الإنجليزية)
- أليكس تيوس على موقع كلية كرة السلة في سبورتس رفرنس.كوم (الإنجليزية)
- أليكس تيوس على موقع ريلجم (الإنجليزية)
- أليكس تيوس على موقع بروبوليرز (الإنجليزية)
- أليكس تيوس على موقع سبورتس رفرنس (الإنجليزية)